# Marusya Lyubcheva
Marusya Ivanova Lyubcheva, née le 20 juillet 1949 à Mitrovtsi, est une femme politique bulgare.
Membre du Parti socialiste bulgare, elle est députée européenne de 2007 à 2009 et de 2013 à 2014.